# Marsdenia raoulii
Marsdenia raoulii är en oleanderväxtart som beskrevs av André Guillaumin. Marsdenia raoulii ingår i släktet Marsdenia och familjen oleanderväxter. Inga underarter finns listade i Catalogue of Life.